# 鷹司兼平
鷹司兼平（安貞2年—永仁2年8月8日，1228年—1294年8月30日），日本鎌倉時代的公卿、書法家，近衛家實之子，官位從一位、關白、太政大臣。鷹司家的始祖兼第一代當主。

## 系譜
- 父：近衛家實
- 妻：一條實有女
- 子：
  - 鷹司基忠
  - 鷹司兼忠